# 汉王镇 (紫阳县)
汉王镇，是中华人民共和国陕西省安康市紫阳县下辖的一个乡镇级行政单位。

## 行政区划
汉王镇下辖以下地区：
汉王街道社区、汉城村、农安村、草川村、马家营村、兴塘村、五郎坪村、安五村和西河村。